# Leicester (hrabstwo Livingston)
Leicester – wieś w Stanach Zjednoczonych, w stanie Nowy Jork, w hrabstwie Livingston.